# NGC 588
NGC 588 ist ein H-II-Gebiet und eine große Sternassoziation in der Galaxie Messier 33 im Sternbild Dreieck am nördlichen Fixsternhimmel.
NGC 588 wurde am 2. Oktober 1861 von dem deutsch-dänischen Astronomen Heinrich Louis d’Arrest entdeckt.